# Ankhesenamon
Ankhesenamon fou una reina egípcia. Tercera filla del faraó Akhenaton i de la gran esposa reial, la reina Nefertiti, el seu nom de naixement fou Ankhesenpaaton "La que viu per a Atón". A les cròniques hitites és coneguda com a Dahamunzu, probablement un títol més que el nom.

## Biografia
Quan Tutankhaton va pujar al tron, hi fou casada. El faraó tenia uns 9 anys i probablement la núvia en tenia pocs més. El matrimoni va canviar el seu nom (d'un final amb Aton a un final en Ammon) el segon any, moment en què el culte exclusiu d'Aton fou abolit.
Pel seu origen patern, tenia dret al tron en cas de manca de mascles. A la prematura mort de Tutankhamon, el va succeir en el tron i els seus ministres, especialment el visir Ay, li van indicar que hauria de triar marit. El mateix Ay segurament es va proposar com a candidat, però la reina era jove (uns 20 anys o poc més) i Ay era ja gran i li va donar llargues.
Ankhesenamon va escriure a Subiluliuma I, el rei hitita, demanant un fill per casar-s'hi i esdevenir faraó. Aquest, qui era davant de Kargamis, segurament va quedar molt sorprès i va enviar a comprovar la seva veracitat a Hattusazit, el camarlenc reial. Al cap d'unes setmanes o mesos, va retornar el camarlenc Hattusaziti amb un enviat egipci anomenat Hani. Convençut el rei, va declarar l'establiment de la pau entre Hatti i Egipte i va enviar un dels seus fills, anomenat Zannanza (alguns erudits pensen que més que el nom del príncep es tractaria del seu títol egipci), per casar-se amb la vídua de Tutankhamon. Però en el camí, Zannanza fou assassinat segurament per un partit antihitita egipci que preferia veure al tron el visir Ay o el general Horemheb (els dos són sospitosos de ser-ne els instigadors). Aquests fets van originar la guerra entre Egipte i els hitites. Llavors, Ay la va obligar a casar-se amb ell i així va esdevenir faraó.
Després d'això, ja no se'n sap res més.

## Representacions
Ankhesenamon apareix representada amb una delicada i complicada perruca, la serp uraeus al front, els ulls pintats i la cara maquillada. També porta arracades, un ampli collar i un llarg vestit blanc que li arriba fins a les sandàlies. A les escenes a las que apareix, els texts hi fan referència com la gran maga.